# Tauriac-de-Camarès
Tauriac-de-Camarès è un comune francese di 61 abitanti situato nel dipartimento dell'Aveyron nella regione dell'Occitania.

## Società

### Evoluzione demografica
Abitanti censiti